# Vogue (舞蹈)
時裝舞，又叫「Voguing」，是一種高度風格化、現代的浩室舞蹈，1980年代在美國紐約哈林區舞廳的變裝皇后開始流行。這種舞蹈因爲1990年瑪丹娜的歌曲《Vogue》及其音樂錄影帶，以及1990年紀錄片《巴黎在燃烧》而得到了主流曝光。现代時裝舞在格式和编舞方面依然在不断发展变化。

## 歷史
受到《Vogue》雜誌和古埃及象形文字的图案的靈感啟發，以表演模特兒所擺姿勢創出舞姿。主要重點是在手的動作，主要以旋轉為主，還有招牌的動作Dip，又稱時裝舞摔。這種舞蹈風格在1960年代早期到1980年代由非裔美國人和拉丁异装皇后和同性恋者在美國紐約哈莱姆区的舞廳裡問世。這種舞蹈的比赛最早被稱為「表演」，后来被称为「演出」。數年之後，這種舞蹈發展稱更加複雜的舞種，也就是現在所謂的「vogue」。
关于時裝舞的起源今天有不同的说法。其中许多文献说帕利斯·德普利拿起一份Vogue杂志随音乐节奏模仿杂志里的模特姿态。但是也有叙述报道说Vogue舞起源于赖克斯岛上黑人同性恋犯人用这些姿态来吸引其他人的注意源起。
Voguing作為一種成型的舞種，在美國的主要城市（主要是紐約）的同性戀舞廳和夜店表演，並持續不斷發展向世界各地（比如巴黎）。

## 風格
Vogue目前有三種主要類型：老式、新式和女式（约1995年起）。

### 老式
老式的特点是使用流利、风雅的动作造成笔直、对称和精确的姿态。最初老式Vogue舞的姿态起源于埃及象形文字和模特儿的姿态。历史上最纯粹的老式Vogue舞是两个舞者竞赛。传统的老式Vogue舞要求其中一名舞者在比赛中把另一名舞者“钉住”。钉住的意思是把对手限制住使得他/她无法摆出任何姿态，而赢家依然可以活动（一般手或手臂的活动，而被“钉住”的舞者则被“钉”在地上或者“钉”在一堵墙上）。

### 新式
新式的特征在于其动作刚硬，结合“点步”（在关节部位造成躯体畸形）和“手臂控制”（手和腕的动作，有时包括锁舞）。新式Vogue有时被描写做是一种变样的默剧，舞者在舞动的过程中把一个想象中的几何结构（比如一个盒子）在自己的身上不移动显示，在这个过程里表现舞者的灵巧和记忆。新式Vogue需要舞者有极其高的灵活度。

### 女式
女式Vogue舞（Vogue Fem，源于法语femme，女性）极其流利，体现出夸张的女性气质动作，受芭蕾舞、爵士舞和现代舞的影响。女性Vogue的表演风格非常广，从戏剧性（强调特技、技巧和速度）到柔软（强调优雅、美丽和五种舞蹈元素之间不断的流利演换）。目前女性Vogue有以下五种不同的舞蹈元素：
- 鸭步（Duckwalk）：鸭子步得名于它的外观，即蹲在脚后跟上，随着节拍向前移动时双脚踢出的样子，就像一只鸭子在走路一样。
- 猫步（Catwalk）：猫步是一种夸张的女性步态，舞者在走路的时候双腿不断交叉，她的腰不断左右摇摆，手臂前后摇摆的方向与腿的方向相反。
- 手势（Hands）：在表演过程里舞者的手往往讲述一个故事，比如模仿恐惧。
- 地板动作（Floorwork）：这一部分展示了选手们的感性，当他们在地面上滚动、扭曲和以其他方式移动时，以吸引裁判的注意力。
- 旋转和俯冲（Spins and Dips）：这个元素是Vogue舞里最显眼的元素。通过螺旋式地向地面滚动，并收起一条腿，另一条腿伸展，并产生一个头部接触地面的错觉来完成。舞者随节奏旋转，然后跌落到地上。只有当舞者与节奏同步的情况下这个动作才算完美[13]。

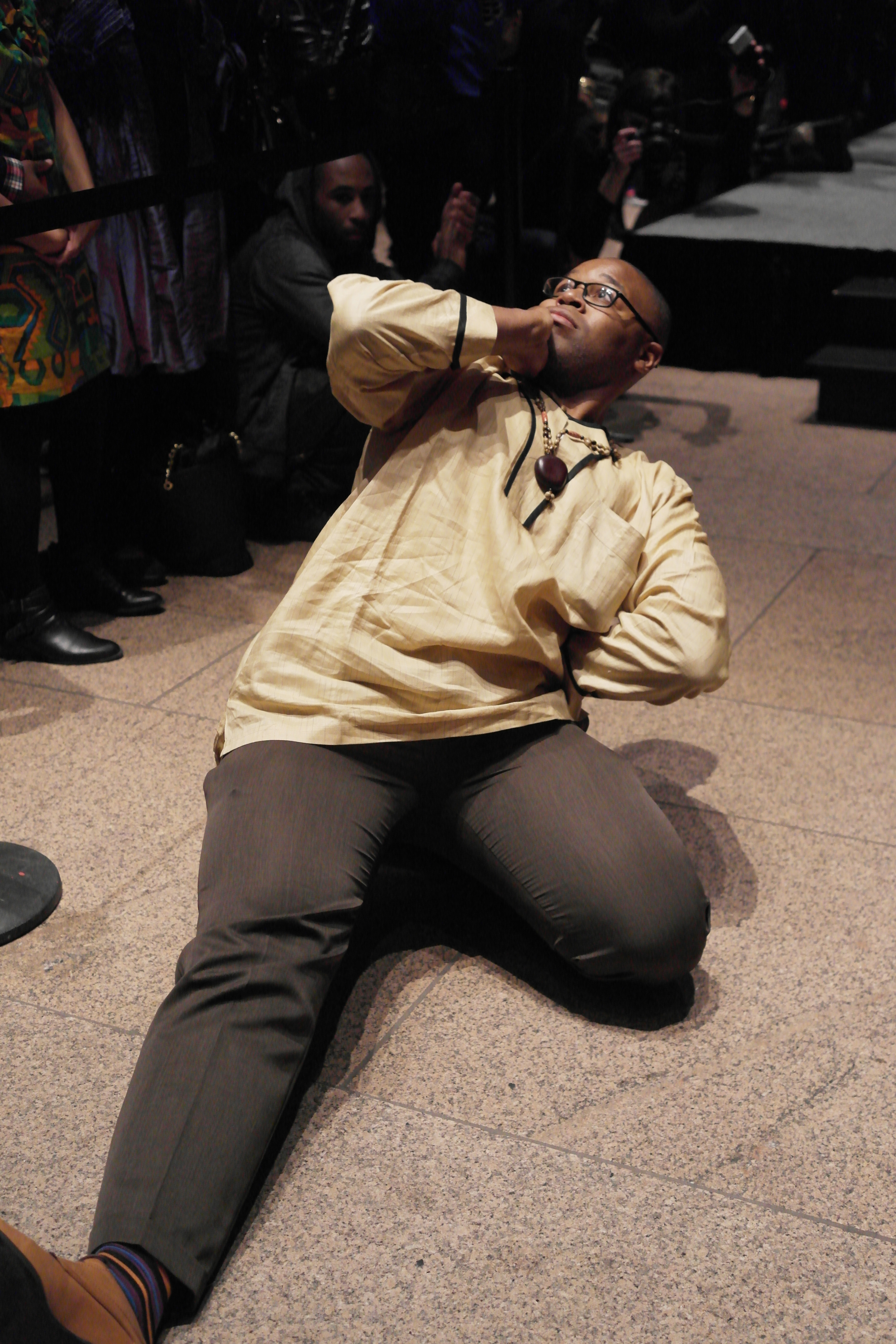
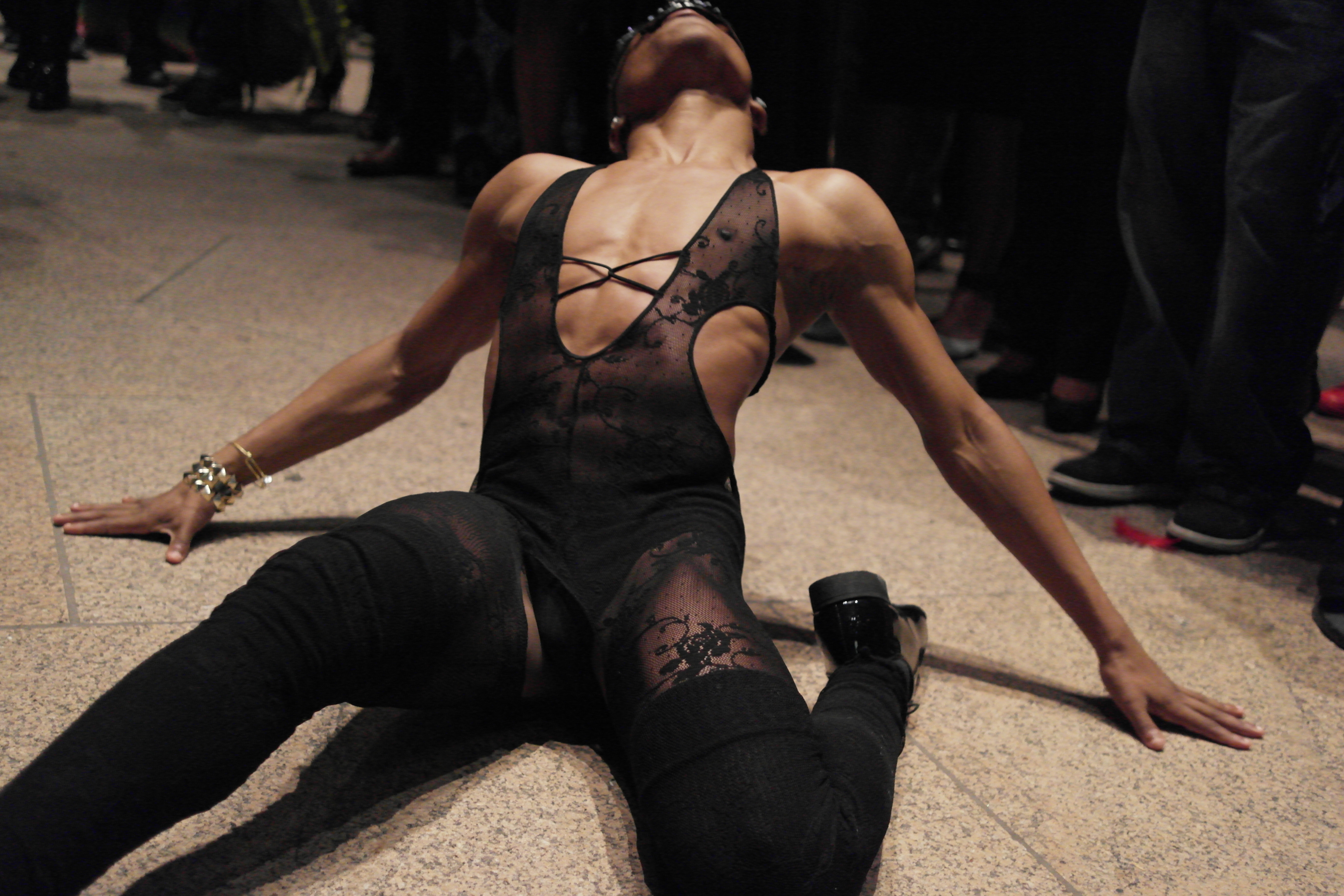
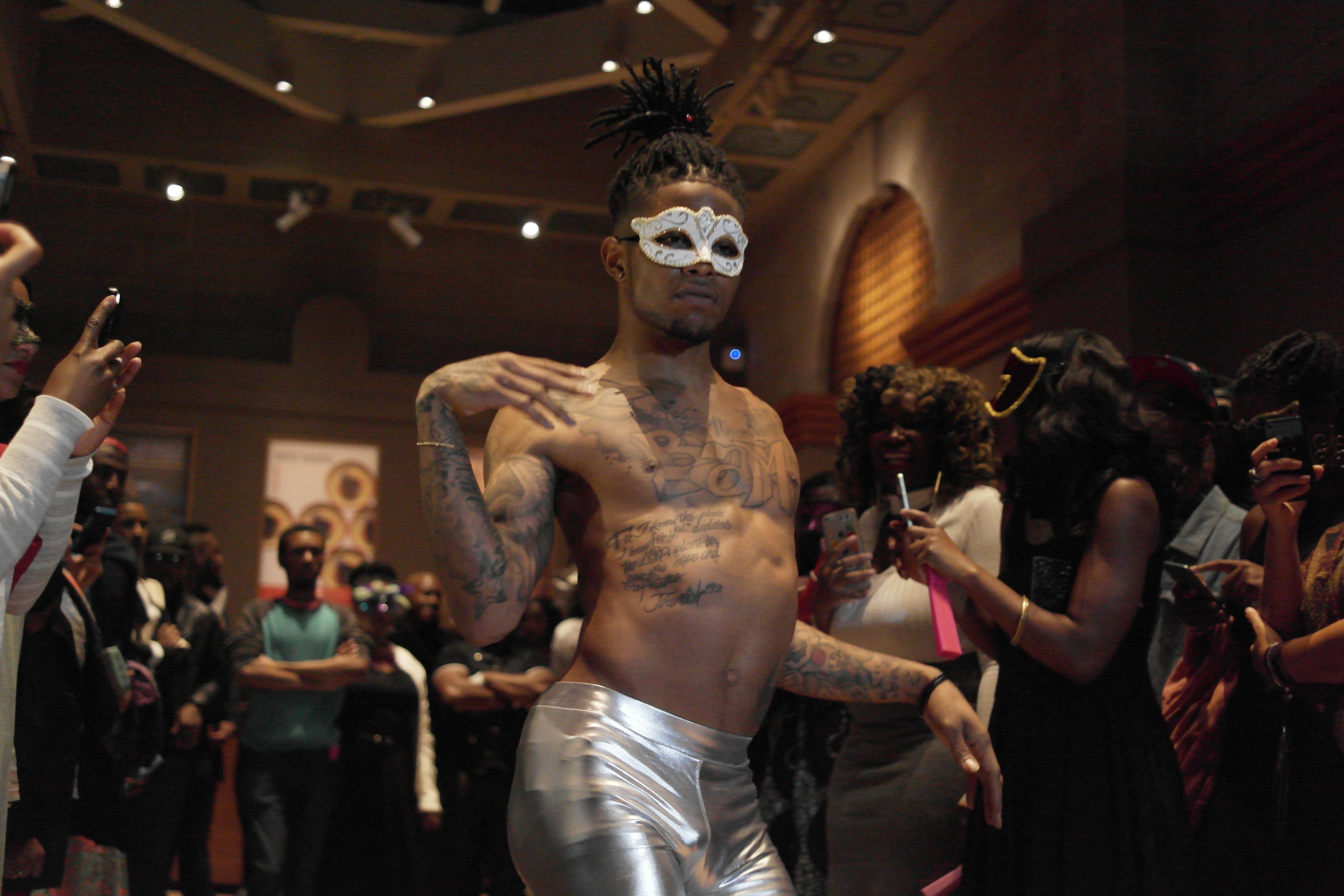

- 国家非洲艺术博物馆的Vogue面具舞会上的表演

## 社群和地区
起初的舞厅社群随时间演化成一个美国全国性和国际性的地下体育舞蹈，在美国许多地区和在全世界都有舞会和比赛。纽约依然是Vogue舞舞厅社群和风格的中心，但是在许多其它地区也有它们的“都市”——中西部的芝加哥和底特律、南部的亚特兰他、夏洛特、达拉斯和迈阿密、西海岸的洛杉矶和拉斯维加斯、东海岸的巴尔的摩、华盛顿、康乃狄克、费城、匹兹堡和弗吉尼亚。
在西欧（英国、法国、荷兰、德国、奥地利和瑞典）、东欧、拉丁美洲（墨西哥、巴西、智利、哥伦比亚、格斯塔里加）和亚太地区（日本和新西兰）都有受原纽约的Vogue舞厅影响产生的比赛。

## 影响

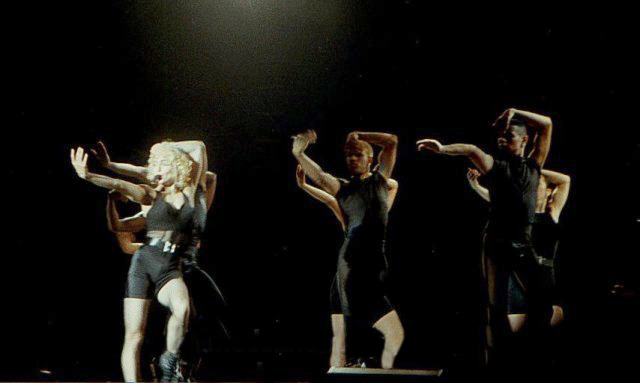
瑪丹娜和她的舞者在1990年的金发雄心演唱会上表演Vogue舞

一些著名流行文化名人和艺术家受Vogue舞的影响。瑪丹娜、堤亚娜·泰勒、蕾哈娜、薇洛、爱莉安娜·格兰德、阿澤莉亞·班克斯和蔡依林等都从传统和现代的Vogue舞受到启发，同时她们在自己的表演中又结合了传统的节奏和舞蹈风格。
2016年拍摄的纪录片《Kiki》介绍了当代舞厅和Vogue社群以及风格。

## 註
1. ↑  英語新詞新義(The New Word Revolution)用過。[1]

## 外部連結
- YouTube上的Voguing: The Message (1989) – Short documentary featuring the House of Ninja